# Gaz koksowniczy

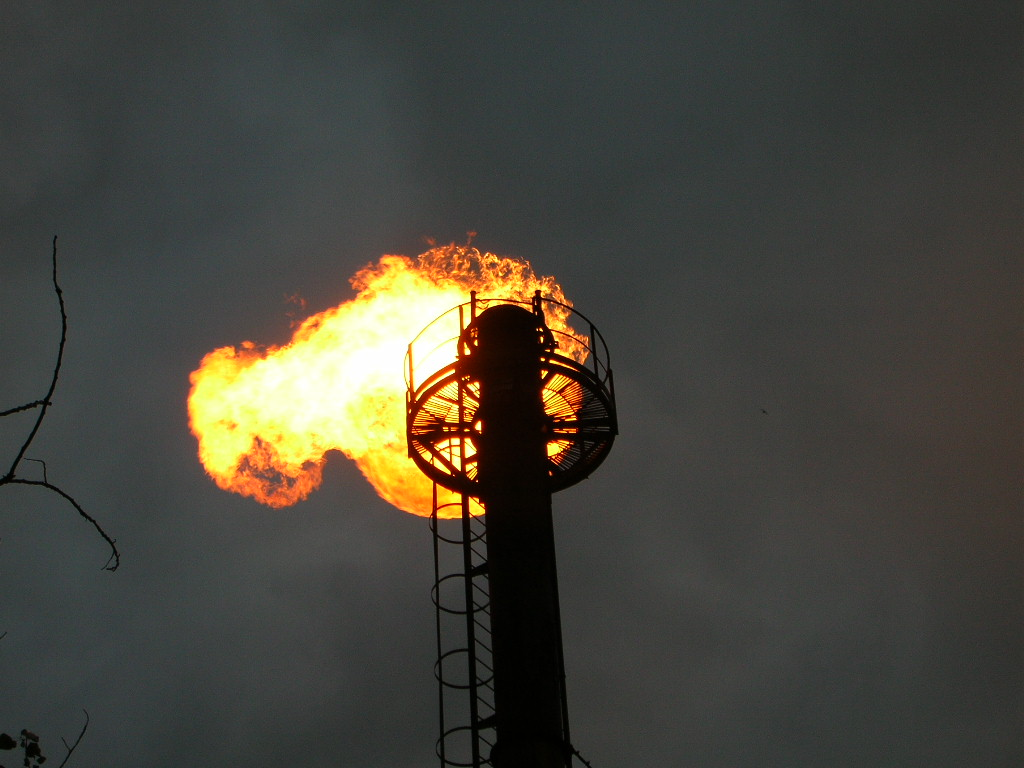
Płonący gaz koksowniczy, koksownia Victoria (2005)

Gaz koksowniczy – paliwo uzyskiwane przez suchą destylację węgla kamiennego w temperaturze 900–1100 °C w piecu koksowniczym, bez dostępu tlenu. Gaz koksowniczy zaliczany jest do gazów węglowych, to znaczy gazów powstających w wyniku termicznej obróbki węgla.

## Produkcja
Wysokotemperaturowe odgazowanie węgla powoduje wydzielenie wszystkich lotnych składników. Oprócz surowego gazu koksowniczego w procesie tym powstają koks, smoła węglowa oraz woda pogazowa. Surowy gaz koksowniczy zawiera amoniak i jego pochodne oraz siarkowodór (pochodzące z rozkładu organicznych resztek zawartych w węglu). Wszystkie te niepożądane domieszki są usuwane w serii procesów oczyszczania. 

## Skład chemiczny
Zawartość składników w gazie koksowniczym jest zmienna i zależy od miejsca wydobycia węgla. 

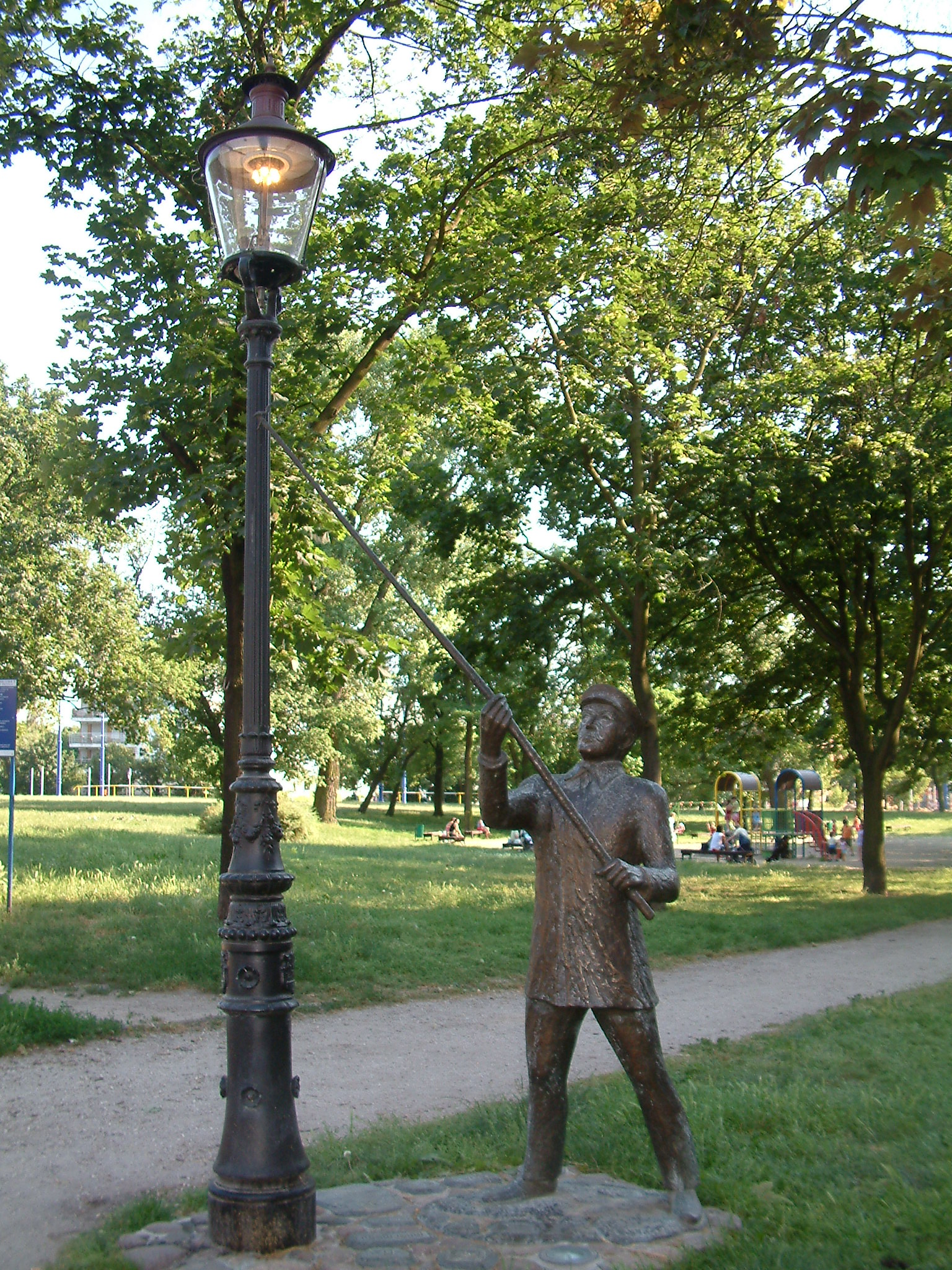
Pomnik Zygi Latarnika, latarnika ulicznego przed gazownią w Poznaniu

Typowy skład gazu koksowniczego oczyszczonego jest następujący:
- wodór (ok. 55%)
- metan (23–27%)
- tlenek węgla (9–10%)
- azot (ok. 5%)
- węglowodory ciężkie (ok. 3%)
- dwutlenek węgla (ok. 3%)
- tlen (ok. 0,5%)
- siarkowodór (ok. 0,3%).

W skład surowego gazu koksowniczego wchodzą:
- gaz koksowniczy (12–18%)
- smoła węglowa (3–4%)
- benzol koksowniczy (ok. 1,5%)
- amoniak (ok. 0,3%)[1].

## Zastosowanie
W przeszłości gaz koksowniczy był stosowany w przedsiębiorstwach oraz w gospodarstwach domowych. Wytwarzany był zwykle lokalnie i nazywany gazem miejskim. Był rozprowadzany siecią gazową do odbiorców. Stosowany był powszechnie od drugiej połowy XIX wieku do lat 80. XX wieku. Służył do gotowania w kuchenkach gazowych, oświetlania ulic (gaz świetlny) oraz jako paliwo w wielu procesach przemysłowych. Ze względu na wysoką toksyczność, wynikającą z dużej zawartości tlenku węgla został wycofany z użycia i zastąpiony gazem ziemnym.